# Бондар, Ирина Юрьевна
Ирина Юрьевна Бондар (укр. Ірина Юріївна Бондар, род. 16 марта 2004 года) — украинская спортсменка, борец вольного стиля, чемпионка Европы 2025 года.

## Биография
Родилась в 2004 году. С 2019 года принимает участие в международных соревнованиях по борьбе.
В 2023 году стала чемпионкой Европы в весовой категории до 62 кг среди спортсменок не достигших 23-х лет. В этом же году завоевала серебряную медаль молодёжного чемпионата мира. В 2024 году стала победительницей и молодёжного чемпионата мира и молодёжного чемпионата Европы.
На взрослом чемпионате мира дебютировала в 2024 году в Тиране, где в весовой категории до 62 кг стала 14-й.
В апреле 2025 года на чемпионате Европы в Братиславе в весовой категории до 62 кг завоевала золотую медаль. В финальной схватке одолела соперницу из Швеции Юханну Линдборг.